# Kirpítxnoie (Primórie)
|  | Per a altres significats, vegeu «Kirpítxnoie». |

Kirpítxnoie (en rus: Кирпичное) és un poble del krai de Primórie, a l'Extrem Orient de Rússia, que en el cens del 2010 tenia 90 habitants.